# Neder-Grängen
Neder-Grängen är en sjö i Bollnäs kommun i Hälsingland och ingår i Norralaåns huvudavrinningsområde.